# Ordo Templi Orientis

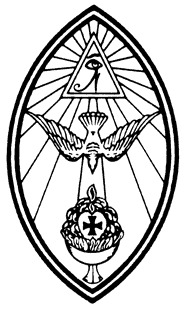
Insígnia da Ordo Templi Orientis

Ordo Templi Orientis (ou O.T.O.) é uma organização ocultista, falicista e mágica-sexual que remonta a 1895 e possivelmente foi fundada em 1906 por Franz Hartmann e Theodor Reuss logo após a morte de Karl Kellner, que teria sido um dos precursores do estudo da ordem.
A O.T.O. também é conhecida genericamente como integrante do círculo de sociedades secretas germânicas.
Em 1912, Reuss, no periódico Oriflamme, teria dito que a Ordem tinha posse do grande segredo Hermético, o Sal Philosophorum, sendo que após a morte do próprio em 1924, Heinrich Tränker teria feito de tudo para obter esse pretenso segredo, embora a veracidade da posse da O.T.O. seja questionada.
Em 1925, Aleister Crowley, após ser expulso da Golden Dawn, reformulou a Ordo Templi Orientis, tornando-a uma das principais representantes do movimento telêmico. Aleister Crowley descreveu o grupo em seu livro The Book of the Law, incluindo a Lei de Thelema. De acordo com Crowley, o motto da Ordem era Faça o que tu queres, há de ser o todo da Lei.
No Brasil, existem quatro corpos locais ativos da Ordo Templi Orientis: Oásis Quetzalcoatl no Rio de Janeiro , Acampamento Sub Lege Libertas em São Paulo, Acampamento Opus Solis em Minas Gerais  e Acampamento Olho do Sol no Paraná. 